# Flux Pavilion
Flux Pavilion (Towcester, Engeland), pseudoniem van Joshua Steele, is een Engelse dubstepartiest, die bekend is door zijn remixen van Gold Dust van DJ Fresh en Cracks van Freestylers. Samen met Doctor P, DJ Swan-E en Earl Falconer richt hij het dubsteplabel Circus Records op.
Hij treed op sinds 2008 en bracht zijn eerste plaat uit in 2009. Daarna werd hij ook buiten het Verenigd Koninkrijk bekend. Hij geeft regelmatig optredens in verschillende Europese landen en de Verenigde Staten. Op Koninginnenacht 2011 trad hij op in Paradiso, Amsterdam. Op 30 april trad hij ook op op Schoolrock in Sint-Rita College. In 2012 was hij ook te zien op het muziekfestival Lowlands.
Flux Pavilion geeft aan dat zijn muzikale invloeden The Prodigy en Rusko zijn.

## Discografie

### Singles
| Single met hitnotering(en) in de Vlaamse Ultratop 50 | Datum van verschijnen | Datum van binnenkomst | Hoogste positie | Aantal weken | Opmerkingen     |
| ---------------------------------------------------- | --------------------- | --------------------- | --------------- | ------------ | --------------- |
| Jah no partial                                       | 2012                  | 10-11-2012            | tip83*          |              | met Major Lazer |